# David Griffiths
David Griffiths (1867 — 1935) fue un explorador, botánico, micólogo, y taxónomo estadounidense.

## Biografía
Nacido en Gales, emigró a EE. UU. con su familia cuando tenía tres años y creció en una granja en Dakota del Sur. Después de graduarse del Dakota del Sur Agricultural College en 1892, y su maestría en 1893, fue profesor de ciencias en la escuela media local en Aberdeen durante cinco años hasta que se matriculó como estudiante de doctorado en la Universidad de Columbia en 1898. Su investigación en ese momento se centró en el estudio de los hongos y dio lugar a numerosos artículos publicados sobre oídios, carbones, y otros en el Boletín Asa Gray, Torrey Botanical Club de Boletín y en otros lugares.
En 1900, recibió su Ph.D. por la Universidad de Columbia. Y nombrado profesor de botánica y botánico en la Estación Experimental de la Universidad de Arizona y allí comenzó sus estudios sobre agrostología y otras plantas. Al año siguiente se unió a la Oficina de Industria de Plantas del Departamento de Agricultura de los Estados Unidos y durante los siguientes quince años trabajó como agrostólogo en la Oficina de Investigaciones en hierbas y forrajes. Así realizó extensas recolecciones de pastos nativos, arbustos, y cactus de EE. UU. y el norte de México.
Griffiths se interesó en el uso de los cactus y otras plantas xerófilas del sudoeste como alimento para el ganado de emergencia en tiempos de sequía. También quedó impresionado por su importancia económica como plantas ornamentales y montado una colección completa de especies y variedades en la Introducción de Plantas de jardín en Chico, California, incluyendo 3.500 espeecímenes de Opuntia. Sus últimos veinte años se dedicaron al estudio de las plantas bulbosas.
Como horticultor mayor en proyectos de producción, se ganó la reputación de especialista en el cultivo de bulbos importados y nativos. Su colección de cactus fue donado al Museo Nacional de los Estados Unidos en 1935.

## Algunas publicaciones
- Behavior, under cultural conditions, of species of cacti known as Opuntia. Washington D. C. USDA, 1913

- Cacti con Charles Henry Thompson. Washington D. C. USDA, 1929

- Commercial Dutch-bulb culture in the United States. Washington D. C. USDA, 1919, con Henry Ernest Juenemann

- Feeding prickly pear to stock in Texas. Washington D. C. USDA, Bureau of Animal Industry, 1906

- Forage conditions on the northern border of the Great basin, being a report upon investigations made during July and August, 1901, in the region between Winnemucca, Nevada, and Ontario, Oregon. Washington, Govt. print. off. 1902

- The grama grasses : Bouteloua and related genera. Washington : Govt. print. off. 1912

- Illustrated studies in the genus Opuntia. [St. Louis, Mo., 1908-1912]

- The Madonna lily. Washington D. C. USDA, 1925

- Native pasture grasses of the United States. Washington D. C. USDA, 1915, con Charles Edward Goodrich & George Leslie Bidwell

- The prickly pear and other cacti as food for stock. Washington : Govt. Print. Off. 1905

- The prickly pear as a farm crop. Washington, Gov't print. off. 1908

- Prickly pear as stock feed. Washington D. C. USDA, 1920

- Production of grape-hyacinth bulbs. Washington D. C. USDA, 1925

- The production of lily bulbs. Washington D. C. USDA, 1930

- The production of the Easter lily in northern climates. Washington D. C. USDA, 1921

- The production of tulip bulbs. Washington D. C. USDA, 1922

- The regal lily. Washington D. C. USDA, 1926

- Some hybrid martagon lilies. Washington D. C. USDA, 1933

- Summary of recent investigations of the value of cacti as stock food. Washington : Govt. Print. Off. 1907) con R. F. Hare

- The thornless prickly pears. Washington D. C. USDA, 1912

- The tuna as food for man. Washington : Govt. Print. Off. 1907) con R. F. Hare

- Yields of native prickly pear in Southern Texas. Washington D. C. USDA, 1915

## Honores

### Eponimia
Género
- (Poaceae) Griffithsochloa G.J.Pierce[3]

Especies
- (Ericaceae) Erica × griffithsii D.C.McClint.[4]

- (Poaceae) Agropyron griffithsii Scribn. & Sm. ex Piper[5]

- (Poaceae) Bouteloua griffithsii Columbus[6]